# My World 2.0
My World 2.0 és la segona part de l'àlbum debut del cantant canadenc Justin Bieber. Va ser llançat el 19 de març de 2010, mesos després del llançament de My World –la primera part– pel segell Island Records. El cantant va treballar amb els mateixos productors i escriptors que van intervenir en la seva primera realització, com Tricky Stewart, The-Dream i Midi Mafia, i alguns de nous, com Bryan-Michael Cox i The Stereotypes, entre d'altres. Posseeix tendències orientades cap a l'R&B i inclou ritmes combinats entre el pop i el hip-hop; l'àlbum va ser descrit com «més madur» respecte al seu antecessor.
El treball va ser rebut amb crítiques majoritàriament positives per part dels crítics i va debutar en el primer lloc de la llista Billboard 200, i vengué prop de 283.000 còpies en la seva primera setmana, convertint el cantant en l'artista més jove amb un debut en el més alt d'aquesta llista des de Stevie Wonder el 1963, i en el primer artista a tenir dos àlbums en el Top 5, assoliment que no es registrava des de 2004. L'àlbum va vendre encara més còpies en la seva segona setmana al mercat, igualant el rècord d'algunes de les realitzacions musicals de The Beatles. My World 2.0 va ser el segon debut de l'artista en el primer lloc en les llistes de popularitat del Canadà, el seu país natal, i es va situar entre els deu àlbums més venuts en vint nacions diferents. Per promocionar l'àlbum, Bieber es va embarcar en la seva primera gira mundial, titulada My World Tour.
My World 2.0 contenia el senzill principa, «Baby», llançat el 18 de gener del mateix any que va comptar amb la col·laboració de Ludacris. Altres senzills com «Somebody to Love», «U Smile» i «Never Let You Go» van arribar a les emissores de ràdio a partir de març, i a darrers d'aquest van ser llançades en format digital.

## Guardons
Nominacions
- 2011: Grammy al millor àlbum de pop vocal